# 早坂好恵
早坂 好恵（はやさか よしえ、1975年9月25日 - ）は、日本の女性タレント。本名、脇田 好江（わきた よしえ、旧姓：平田〈ひらた〉）。沖縄県那覇市出身。堀越高等学校卒業。所属事務所は田辺エージェンシー→大阪テレビタレントビューロー→パートナーズ・プロ（2018年 - ）。既婚。

## 来歴・人物
琉球舞踊の家元 の父と高校教師の母 の間に、男と女の双子として生まれる。9歳から「沖縄アクターズスクール」に在籍 し、同校在籍中から地元のテレビ番組である「沖縄クラブハートキャッチTV」に出演していた里中茶美、奥永知子とともにポニーキャニオンの「HeBeE」プロジェクトに参加した。1989年、14歳で単身上京し田辺エージェンシーに所属。翌1990年に15歳でアイドルとしてデビュー 以降、7枚のシングルと2枚のオリジナルアルバムをリリースした。デビュー当時のキャッチフレーズはバクダン小娘。
『THE夜もヒッパレ』では、広瀬香美の歌を原曲のキーで歌いこなすほどの実力を有していた。また、同級生で同期デビューの西野妙子と大親友だった。
バラエティ番組では『森田一義アワー 笑っていいとも!』にレギュラー出演。日本テレビ系列の『マジカル頭脳パワー!!』にも準レギュラーとして出演していた。当番組では親友の加藤紀子との共演も多々あった。その他、数多くのバラエティ番組に出演し、1990年代を中心にバラドルとしての活躍が目立った。
かねてよりプロレスファン（ジャンボ鶴田のファン）を公言しており、諸団体の会場に出没し、神取忍vs.北斗晶戦（1993年4月2日、横浜アリーナ）も浅草キッドとともにプライベートで観戦したという。また、かつては田上明のファンでもあり、全日本プロレス中継ではゲストとして田上のタイトルマッチの副音声を担当したこともあった。
2003年、知人を通じて当時大阪プロレスのレスラーだったスペル・デルフィンと交際を開始し、2003年12月に結婚。2004年1月に大阪プロレスへ「第一号のタレント」として移籍した。
2007年12月5日、第一子となる女児を出産。その後、沖縄プロレスをやりたいという夫・デルフィンの意向で、2008年に生まれ故郷の沖縄へ移住し、タレント活動を休業。同地で子育てに専念していた が、2009年にタレント活動を再開した。
2011年4月1日付で、関西国際空港旅客ターミナルビル2階ブルーシールアイスクリーム関西国際空港店のオーナー兼店長に就任した。2016年3月27日付で、店は閉店した。

## ディスコグラフィー

### シングル
| 枚               | 発売日           | タイトル                                                                        | c/w | 規格             | 規格品番         | オリコン最高位   |
| ポニーキャニオン | ポニーキャニオン | ポニーキャニオン                                                                | ポニーキャニオン | ポニーキャニオン | ポニーキャニオン | ポニーキャニオン |
| ---------------- | ---------------- | ------------------------------------------------------------------------------- | --- | ---------------- | ---------------- | ---------------- |
| 1st              | 1990年10月24日   | 絶対!Part2 作詞：及川眠子 作曲：松本俊明 編曲：鷺巣詩郎                         | かたくな かたくな 作詞：及川眠子 作曲：松本俊明 編曲：鷺巣詩郎 | 8cmCD            | PCDA-00113       | 42位             |
| 1st              | 1990年10月24日   | 絶対!Part2 作詞：及川眠子 作曲：松本俊明 編曲：鷺巣詩郎                         | かたくな かたくな 作詞：及川眠子 作曲：松本俊明 編曲：鷺巣詩郎 | CT               | PCSA-000081      | 42位             |
| 2nd              | 1991年2月21日    | キミに本命申し上げます 作詞：及川眠子 作曲：松本俊明 編曲：鷺巣詩郎             | 黄昏にようこそ 作詞：及川眠子 作曲：松本俊明 編曲：鷺巣詩郎 | 8cmCD            | PCDA-00156       | 91位             |
| 2nd              | 1991年2月21日    | キミに本命申し上げます 作詞：及川眠子 作曲：松本俊明 編曲：鷺巣詩郎             | 黄昏にようこそ 作詞：及川眠子 作曲：松本俊明 編曲：鷺巣詩郎 | CT               | PCSA-000107      | 91位             |
| 3rd              | 1991年5月22日    | 逆転タイフーン 作詞：及川眠子 作曲：松本俊明 編曲：鷺巣詩郎                     | はらほろひれはれ 作詞：及川眠子 作曲：松本俊明 編曲：鷺巣詩郎 | 8cmCD            | PCDA-00189       | 69位             |
| 3rd              | 1991年5月22日    | 逆転タイフーン 作詞：及川眠子 作曲：松本俊明 編曲：鷺巣詩郎                     | はらほろひれはれ 作詞：及川眠子 作曲：松本俊明 編曲：鷺巣詩郎 | CT               | PCSA-000107      | 69位             |
| 4th              | 1991年8月21日    | ハレルヤ 作詞：及川眠子 作曲：松本俊明 編曲：鷺巣詩郎                           | ばきゅん! 作詞：及川眠子 作曲：松本俊明 編曲：鷺巣詩郎 | 8cmCD            | PCDA-00221       | 97位             |
| 5th              | 1992年4月17日    | ガンバロウ 作詞：及川眠子・里見征武 作曲：松本俊明・はやし・こば 編曲：鷺巣詩郎 | ギャグ 作詞：及川眠子 作曲：松本俊明 編曲：亀田誠治 | 8cmCD            | PCDA-00221       | 圏外             |
| 6th              | 1992年10月21日   | キミは大丈夫 作詞：及川眠子 作曲：高橋研 編曲：亀田誠治                         | ビビディ・バビディ・ブー (BIBBIDI-BOBBIDI-BOO) 作詞：Jerry Livingston, Mack David, Al Hoffman 日本語詞：音羽たかし 作曲：Jerry Livingston, Mack David, Al Hoffman 編曲：山川恵津子 | 8cmCD            | PCDA-00367       | 圏外             |
| 7th              | 1994年6月16日    | カモン! カラオケ 作詞：秋元康 作曲：後藤次利 編曲：安藤高弘                     | サプライズ! 作詞：秋元康 作曲：後藤次利 編曲：安藤高弘 | 8cmCD            | PCDA-00602       | 圏外             |

### アルバム

#### オリジナルアルバム
| 枚               | 発売日           | タイトル         | 規格                | 規格品番            | オリコン最高位   |
| ポニーキャニオン | ポニーキャニオン | ポニーキャニオン | ポニーキャニオン    | ポニーキャニオン    | ポニーキャニオン |
| ---------------- | ---------------- | ---------------- | ------------------- | ------------------- | ---------------- |
| 1st              | 1991年3月21日    | ぎゃふん         | CD+オリジナル紙芝居 | PCCA-00249 (初回盤) | 圏外             |
| 1st              | 1991年3月21日    | ぎゃふん         | CD                  | PCCA-00250 (通常盤) | 圏外             |
| 1st              | 1991年3月21日    | ぎゃふん         | CT                  | PCTA-00085          | 圏外             |
| 2nd              | 1992年11月20日   | HAYASAKA         | CD                  | PCCA-00401          | 圏外             |

#### ベスト・アルバム
| 枚               | 発売日           | タイトル                       | 規格             | 規格品番         | オリコン最高位   |
| ポニーキャニオン | ポニーキャニオン | ポニーキャニオン               | ポニーキャニオン | ポニーキャニオン | ポニーキャニオン |
| ---------------- | ---------------- | ------------------------------ | ---------------- | ---------------- | ---------------- |
| 1st              | 2002年9月19日    | Myこれ!クション 早坂好恵ベスト | CD               | PCCA-01765       | 圏外             |

### 映像作品
| 枚               | 発売日           | タイトル                                    | 規格             | 規格品番         |
| ポニーキャニオン | ポニーキャニオン | ポニーキャニオン                            | ポニーキャニオン | ポニーキャニオン |
| ---------------- | ---------------- | ------------------------------------------- | ---------------- | ---------------- |
| 1st              | 1990年9月5日     | 「ビデオの好恵第1巻」〜マレーシアふたたび〜 | VHS              | PCVP-10295       |
| 2nd              | 1991年9月4日     | 「ビデオの好恵第2巻」〜ばきゅん!〜          | VHS              | PCVP-50612       |

### タイアップ
| 曲名             | タイアップ | 収録作品                     |
| ---------------- | --- | ---------------------------- |
| 絶対!Part2       | フジテレビ系アニメ『らんま1/2熱闘編』オープニングテーマ | シングル「絶対!Part2」       |
| 逆転タイフーン   | NHK総合テレビアニメ『ひみつの花園』オープニングテーマ | シングル「逆転タイフーン」   |
| はらほろひれはれ | NHK総合テレビアニメ『ひみつの花園』エンディングテーマ | シングル「逆転タイフーン」   |
| ガンバロウ       | 扶桑社「かれん」CMソング 日本テレビ系列『全日本プロレス中継』1993年5月 - 6月期エンディング曲 テレビ朝日系『パッパラ!パラダイス 朝から早坂』2代目オープニングテーマ | シングル「ガンバロウ」       |
| ドンパチ         | テレビ朝日系『パッパラ!パラダイス 朝から早坂』初代オープニングテーマ                                                                                               | アルバム『HAYASAKA』         |
| カモン! カラオケ | NHK BS「うたのなる木」よりアニメ『カラオケ戦士マイク次郎』オープニングテーマ                                                                                       | シングル「カモン! カラオケ」 |
| サプライズ!      | NHK BS「うたのなる木」よりアニメ『カラオケ戦士マイク次郎』エンディングテーマ                                                                                       | シングル「カモン! カラオケ」 |

## 出演

### テレビ番組（バラエティ・情報番組）
- オキナワクラブハートキャッチTV（1988年5月20日 - 1989年3月31日、琉球放送）
- 鶴ちゃんのプッツン5（日本テレビ）
- 森田一義アワー 笑っていいとも!（1991年 - 1992年、フジテレビ）
- 笑っていいとも!年忘れ特大号（1991年12月、フジテレビ）
- たけし・逸見の平成教育委員会（1992年、フジテレビ）
- クイズダービー（1992年、TBS） - 番組末期準レギュラー[注 1]
- クイズ!年の差なんて（フジテレビ）
- タモリのボキャブラ天国（フジテレビ） - 準レギュラーパネラー
- マジカル頭脳パワー!!（1992年 - 1997年、日本テレビ） - 準レギュラーパネラー[注 2]
- ダウトをさがせ!（1993年、毎日放送）
- パッパラ!パラダイス 朝から早坂（1993年 - 1997年、テレビ朝日）
- THE夜もヒッパレ（1994年 - 2000年、日本テレビ）[注 3]
- なんでもランキング バトランQ（1995年、テレビ朝日） - レギュラー
- 走れ!スクーパーズ（1995年-1998年、CBCテレビ） - 初代アシスタント
- 明石家マンション物語（1999年 - 2000年、フジテレビ）
- 人類学ウラ講座〜超ゴリオシズム宣言〜（1996年 - 1997年、朝日放送）
- 生でGONG!X2（2002年 - 2003年、FIGHTING TV サムライ） - キャスター
- ためしてガッテン（NHK総合） - 山瀬まみの代役
- タイガースとファイターズのキャンプ60分!!（2009年・2010年1月31日 - 2月中旬、GAORA）
- ひるカフェ（2012年4月6日 - 2013年9月27日、サンテレビ）
- おちゃのこSaiSai（2013年2月6日 - 、J:COM関西エリア） - 水曜日レギュラー

他、バラエティ番組等へのゲスト出演・単発のバラエティ番組等出演多数。

### テレビ番組（ドラマ・時代劇）
- しんドラ 水着のあと（1996年、日本テレビ）
- Shin-D 誰かが扉を叩いてる（1997年、日本テレビ）
- 盤嶽の一生 第10話「二人ばんがく」（2005年、時代劇専門チャンネル） ‐ 月姫 役[注 4]

### ラジオ番組
- 伊勢自動車道 開通記念特番（1993年3月29日、FM三重）
- 高田文夫のラジオビバリー昼ズ（1996年 - 1998年、ニッポン放送）パーソナリティー[注 5]

### 映画
- 豚の報い（1999年）
- いずれの森か青き海（2003年）

### 舞台・ミュージカル
- 熱帯祝祭劇 マウイ（1995年）
- ザッツ・ジャパニーズ・ミュージカル'98（1998年）
- バリフー最後の夜（1999年）
- ザッツ・ジャパニーズ・ミュージカル2000（2000年）

### CM
- カルビー 「はちみつ＆りんご」
- 江崎グリコ
  - 「キスミント」
  - 「ジャイアントカプリコ・カプリコスティック」